# Kurt Jarasinski
Kurt Jarasinski (Elpersbüttel, 6 novembre 1938 – Langerwehe, 27 ottobre 2005) è stato un cavaliere tedesco.

## Carriera
Nella sua unica partecipazione olimpica, a Tokyo 1964 in sella a Torro, vinse l'oro nel salto ostacoli a squadre insieme a Hermann Schridde e Hans Günter Winkler, totalizzando il sesto punteggio individuale sui 42 partecipanti.
Partecipò anche alla gara individuale, dove chiuse ottavo.
Nel 1960, in sella a Raffaela, e nel 1966, ancora su Torro, vinse il Deutsches Spring- und Dressurderby di Amburgo.
Nel 1967, su raccomandazione del suo mentore Fritz Thiedemann, venne scelto per allenare la squadra nazionale giapponese di salto in occasione dei Giochi di Città del Messico 1968 e Monaco di Baviera 1972. Ben presto però cominciò a manifestare una dipendenza dall'alcool che lo portò all'allontanamento dalla federazione giapponese e contribuì a danneggiare la sua reputazione di allenatore.
Negli anni successivi si ritrovò senza lavoro e senza sostentamento trovando l'aiuto degli amici e colleghi Sönke Sönksen e Alwin Schockemöhle che lo ospitarono e pagarono i suoi debiti.
Negli ultimi dieci anni della sua vita, fino alla sua morte, lavorò come allenatore nelle zone di Aquisgrana, Düren e Heinsberg.

## Palmarès
- Giochi olimpici

Tokyo 1964: oro nel salto ostacoli a squadre.